# Федорченко Олександр Іванович
Олександр Іванович Федорченко — сержант Збройних сил України, відзначився у ході російського вторгнення в Україну, учасник російсько-української війни, командир групи швидкого реагування. Влаштував «Гадяцьке сафарі». Герой України з удостоєнням ордена «Золота Зірка» (посмертно), ордена «За мужність» III ступеня, ордена «Щит сил територіальної оборони ЗСУ»

## Життєпис
Народився 9 грудня 1974 року в м. Ізюм на Харківщині. Після закінчення 9 класів місцевої школи, продовжив навчання у професійно-технічному училищі та паралельно влаштувався на роботу. Трудове життя почалося на оптико-механічному заводі наладчиком станків, майстром по виготовленню окулярів. Проходив строкову службу в Збройних Силах України у складі 95-ої окремої десантно-штурмової бригади.
Після демобілізації працював у патрульно-постовій службі поліції. Але зрозумів, що повернення людям зору стане для нього головним професійним сенсом. У Миргороді він організував відмінне обслуговування у знаному на все місто магазині «Оптика».
З першого дня Великої війни сержант Федорченко був мобілізований до Миргородської тероборони. Десантник Федорченко передавав свій бойовий досвід молодим бійцям. У цей період Олександр у складі 148 батальйону спеціального призначення був серед тих, хто влаштував «Гадяцьке сафарі» на російського агресора, який вторгся на українську землю. З початку 2023 року у складі 116-ї окремої бригади виконував бойові завдання у найгарячішій точці на сході держави.
Обіймав військову посаду головного сержанта роти вогневої підтримки. У січні 2023 року завдяки його діям було своєчасно евакуйовано понад 60 поранених військовослужбовців. У березні 2023 року на Донеччині його екіпаж потрапив під мінометний обстріл, і Олександр Федорченко зазнав смертельного поранення. Посмертно удостоєний звання Героя України. Рідні загиблого військовослужбовця отримали високу державну нагороду 1 жовтня 2023 року з рук Президента України Володимира Зеленського у День захисників і захисниць України на території Національного історико-архітектурного музею «Київська фортеця» в присутності військово-політичного керівництва держави та іноземних дипломатів.

## Нагороди
- звання «Герой України» з удостоєнням ордена «Золота Зірка» (29 вересня 2023, посмертно) — за особисту мужність і героїзм, виявлені у захисті державного суверенітету та територіальної цілісності України, самовіддане служіння Українському народові